# Sam Gallagher
Samuel James Gallagher (Crediton, Inglaterra, Reino Unido, 15 de septiembre de 1995) es un futbolista inglés que juega de delantero en el Stoke City F. C. de la EFL Championship de Inglaterra.

## Trayectoria

### Southampton
En abril de 2012 se unió a la academia del Southampton desde su anterior club formativo, el Plymouth Argyle. Debutó con el primer equipo el 6 de noviembre de 2013 contra el Sunderland en la League Cup, entrando en el minuto 79 por Gastón Ramírez. Su primer gol en el Southampton fue el 25 de enero de 2014 en la victoria contra el Yeovil Town en la FA Cup. El 10 de mayo de 2014, Gallagher extendió su contrato con los Saints hasta el verano de 2018.
Renovaría nuevamente luego de su préstamo al Blackburn Rovers el 1 de julio de 2017 por cuatro años. 

#### Préstamo al Milton Keynes Dons
El 29 de julio de 2015 se unió al Milton Keynes Dons de la Championship como préstamo por toda la temporada. El 6 de enero de 2016, sin anotar en 15 encuentros regresó al Southampton.

#### Préstamo al Blackburn Rovers
Se fue a préstamo al Blackburn Rovers de la Championship el 11 de agosto de 2016 por toda la temporada. Anotó su primer gol para el Blackburn el 20 de agosto en el empate 2-2 contra el Burton Albion. El entrenador Owen Coyle expresó su deseo de fichar al jugador permanentemente, luego de que anotara cinco goles en nueve encuentros. Terminó la temporada con 12 goles en 47 partidos jugados, el Blackburn, sin embargo, descendió a la League One. 

#### Préstamo al Birmingham City
Llegó a préstamo al Birmingham City, también de la Championship, el 21 de agosto de 2017 por toda la temporada 2017-18. Debutó en el club el 26 de agosto en la derrota por 2-0 contra el Reading. Sus seis goles en total lo dejó como goleador del equipo esa temporada. 

### Blackburn Rovers
El 13 de julio de 2019 fue traspasado por el Southampton al Blackburn Rovers, con el que firmó un contrato por cuatro temporadas.

## Selección nacional
El padre de Gallagher es de Glasgow, así que jugó tres encuentros para la selección sub-19 de Escocia. El 24 de febrero de 2014 representó a la selección sub-19 de Inglaterra en un amistoso contra Turquía que Inglaterra ganó por 3 goles a 0.

## Estadísticas

### Clubes
Actualizado al último partido disputado el 3 de mayo de 2025.
| Club                                | Div.          | Temporada     | Liga  | Liga  | Copas nacionales | Copas nacionales | Total | Total |
| Club                                | Div.          | Temporada     | Part. | Goles | Part.            | Goles            | Part. | Goles |
| ----------------------------------- | ------------- | ------------- | ----- | ----- | ---------------- | ---------------- | ----- | ----- |
| Southampton F. C. Inglaterra        | 1.ª           | 2013-14       | 18    | 1     | 2                | 1                | 20    | 2     |
| Southampton F. C. Inglaterra        | 1.ª           | 2014-15       | 0     | 0     | 0                | 0                | 0     | 0     |
| Milton Keynes Dons F. C. Inglaterra | 2.ª           | 2015-16       | 13    | 0     | 2                | 0                | 15    | 0     |
| Milton Keynes Dons F. C. Inglaterra | Total club    | Total club    | 13    | 0     | 2                | 0                | 15    | 0     |
| Blackburn Rovers F. C. Inglaterra   | 2.ª           | 2016-17       | 43    | 11    | 4                | 1                | 47    | 12    |
| Birmingham City F. C. Inglaterra    | 2.ª           | 2017-18       | 33    | 6     | 1                | 1                | 34    | 7     |
| Birmingham City F. C. Inglaterra    | Total club    | Total club    | 33    | 6     | 1                | 1                | 34    | 7     |
| Southampton F. C. Inglaterra        | 1.ª           | 2018-19       | 4     | 0     | 2                | 0                | 6     | 0     |
| Southampton F. C. Inglaterra        | Total club    | Total club    | 22    | 1     | 4                | 1                | 26    | 2     |
| Blackburn Rovers F. C. Inglaterra   | 2.ª           | 2019-20       | 42    | 6     | 2                | 1                | 44    | 7     |
| Blackburn Rovers F. C. Inglaterra   | 2.ª           | 2020-21       | 39    | 8     | 0                | 0                | 39    | 8     |
| Blackburn Rovers F. C. Inglaterra   | 2.ª           | 2021-22       | 37    | 9     | 2                | 0                | 39    | 9     |
| Blackburn Rovers F. C. Inglaterra   | 2.ª           | 2022-23       | 34    | 8     | 5                | 0                | 39    | 8     |
| Blackburn Rovers F. C. Inglaterra   | 2.ª           | 2023-24       | 24    | 3     | 3                | 2                | 27    | 5     |
| Blackburn Rovers F. C. Inglaterra   | Total club    | Total club    | 219   | 45    | 16               | 4                | 235   | 49    |
| Stoke City F. C. Inglaterra         | 2.ª           | 2024-25       | 22    | 3     | 0                | 0                | 22    | 3     |
| Stoke City F. C. Inglaterra         | Total club    | Total club    | 22    | 3     | 0                | 0                | 22    | 3     |
| Total carrera                       | Total carrera | Total carrera | 309   | 55    | 23               | 6                | 332   | 61    |

### Selección nacional
| Selección         | Temporada     | Encuentros | Encuentros |
| Selección         | Temporada     | Part.      | Goles      |
| ----------------- | ------------- | ---------- | ---------- |
| Sub-19 Escocia    | 2011-         | 3          | 1          |
| Sub-19 Escocia    | Total         | 3          | 1          |
| Sub-19 Inglaterra | 2014-2017     | 3          | 1          |
| Sub-19 Inglaterra | Total         | 3          | 1          |
| Sub-20 Inglaterra | 2015-         | 4          | 1          |
| Sub-20 Inglaterra | Total         | 4          | 1          |
| Total carrera     | Total carrera | 10         | 3          |

## Palmarés

### Títulos nacionales
| Título                 | Club                     | País       | Año     |
| ---------------------- | ------------------------ | ---------- | ------- |
| U21 Premier League Cup | Southampton F. C. sub-21 | Inglaterra | 2014-15 |